# Veľká Ves nad Ipľom
Veľká Ves nad Ipľom, ungarisch Ipolynagyfalu (bis 1927 slowakisch nur „Veľká Ves“, ungarisch bis 1907 Nagyfalu) ist eine Gemeinde im Süden der Slowakei mit 433 Einwohnern (Stand 31. Dezember 2024). Sie gehört zum Okres Veľký Krtíš, einem Kreis des Banskobystrický kraj.

## Geographie

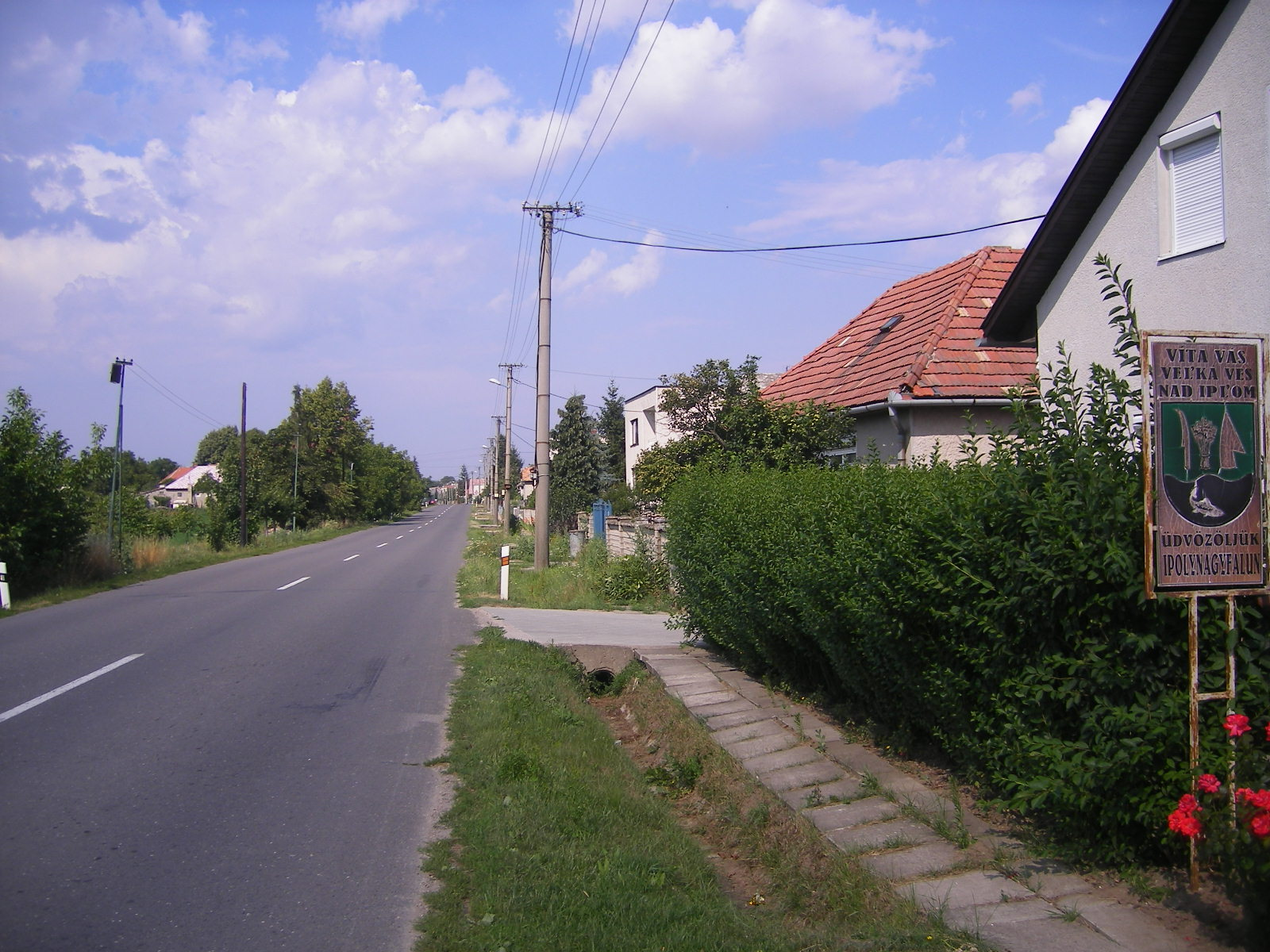
Hauptstraße des Ortes

Die Gemeinde befindet sich im Hügelland Ipeľská pahorkatina am rechten Ufer des Ipeľ, der hier die Staatsgrenze zu Ungarn bildet. Das Ortszentrum liegt auf einer Höhe von 132 m n.m. und ist 15 Kilometer von Šahy sowie 31 Kilometer von Veľký Krtíš entfernt.
Nachbargemeinden sind Sečianky im Norden, Vinica im Nordosten, Balog nad Ipľom im Osten, Ipolyvece (H) im Süden, Ipeľské Predmostie im Westen und Šahy (Stadtteil Tešmák) im Nordwesten.

## Geschichte

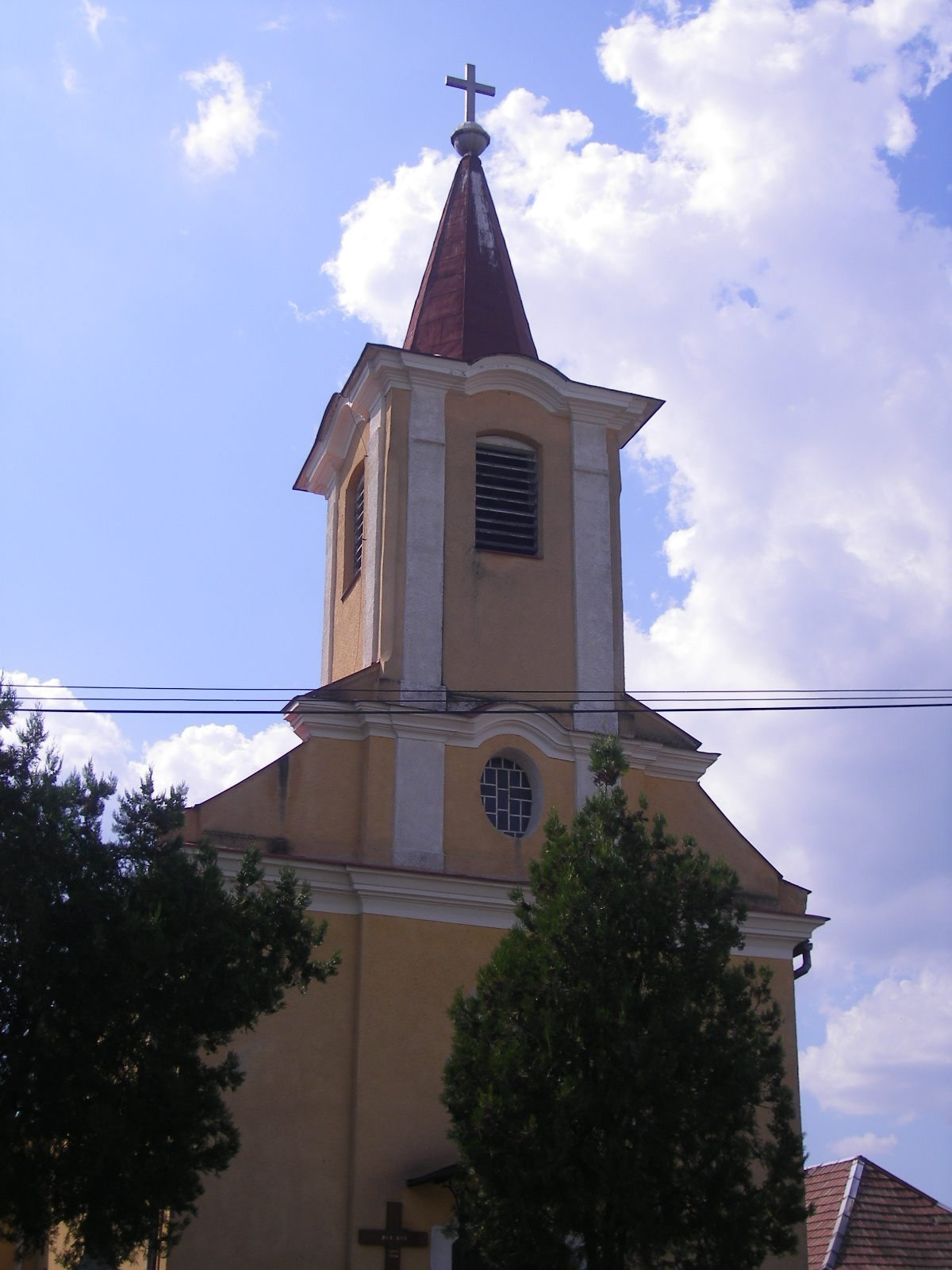
Kirche in Veľká Ves nad Ipľom

Vor der ersten schriftlichen Erwähnung des Ortes war das Gebiet archäologischen Untersuchungen zufolge in der Steinzeit besiedelt, spätere Funde stammen aus der Hallstatt- und Latènezeit. Im 6. und 7. Jahrhundert erreichten die Slawen das Gebiet, im 10. Jahrhundert die Magyaren.
Veľká Ves nad Ipľom wurde zum ersten Mal 1252 als Nogfolu schriftlich erwähnt und war damals Besitz eines gewissen Gregor de Nogfalu sowie im 18. und 19. Jahrhundert der Familien Lipthay und Tersztyánszky. 1715 gab es 12 Haushalte, 1828 zählte man 79 Häuser und 509 Einwohner, dazu gab es im Ort je eine Wassermühle und Zuckerfabrik, damals Besitz des Grafen Forgách.
Bis 1918/1919 gehörte der im Komitat Hont liegende Ort zum Königreich Ungarn und kam danach zur Tschechoslowakei beziehungsweise heute Slowakei. Auf Grund des Ersten Wiener Schiedsspruchs lag er von 1938 bis 1945 noch einmal in Ungarn.

## Bevölkerung
| Jahr                | 1994 | 2004    | 2014    | 2024    |
| ------------------- | ---- | ------- | ------- | ------- |
| Anzahl der Personen | 405  | 423     | 402     | 433     |
| Unterschied         |      | +4,44 % | −4,96 % | +7,71 % |

| Jahr                | 2023 | 2024    |
| ------------------- | ---- | ------- |
| Anzahl der Personen | 435  | 433     |
| Unterschied         |      | −0,45 % |

Gemäß der Volkszählung 2011 wohnten in Veľká Ves nad Ipľom 419 Einwohner, davon 292 Magyaren, 99 Slowaken, 12 Roma und vier Tschechen. 12 Einwohner machten keine Angabe zur Ethnie. 
377 Einwohner bekannten sich zur römisch-katholischen Kirche, jeweils drei Einwohner zu den christlichen Gemeinden, zu den Siebenten-Tags-Adventisten und zur Evangelischen Kirche A. B. sowie ein Einwohner zur reformierten Kirche. 14 Einwohner waren konfessionslos und bei 18 Einwohnern wurde die Konfession nicht ermittelt.

## Bauwerke
- römisch-katholische Kirche im Barockstil aus der Mitte des 18. Jahrhunderts

## Verkehr
Durch Veľká Ves nad Ipľom verläuft die Straße 2. Ordnung 527 zwischen Šahy und Veľký Krtíš.